# Jaroslav Fröhlich
Jaroslav Fröhlich (26. února 1890 Příbram – 1. května 1944 Koncentrační tábor Flossenbürg) byl československý legionář, učitel, odbojář a oběť nacismu.

## Život
Jaroslav Fröhlich se narodil 26. února 1890 v Příbrami. Vystudoval čtyřleté obchodní gymnázium a učitelský ústav a stal se učitelem. Po vypuknutí první světové války byl povolán do c. a k. armády a odeslán na ruskou frontu. Zde padl jako příslušník 3. pěšího pluku v hodnosti kadeta 13. září 1915 do zajetí. Poté, co v Carycinu podal přihlášku, byl 13. dubna 1918 zařazen do Československých legií. Absolvoval Sibiřskou anabázi a v roce 1920 byl v hodnosti poručíka demobilizován. Vrátil se k profesi učitele a vypracoval se na post řídíčího učitele na obecné škole v Rokytnici u Vsetína. Byl členem Sokola a politické organizace Volná myšlenka. Po německé okupaci v březnu 1939 vstoupil do protinacistického odboje. Byl uvězněn gestapem a 1. května 1944 zahynul v koncentračním táboře Flossenbürg.